# Корте Пјерина-Локалита Казарија (Верона)
Корте Пјерина-Локалита Казарија је насеље у Италији у округу Верона, региону Венето.
Према процени из 2011. у насељу је живело 28 становника. Насеље се налази на надморској висини од 42 м.